# Callosobruchus indica
Callosobruchus indica is een keversoort uit de familie bladkevers (Chrysomelidae). De wetenschappelijke naam van de soort werd in 1976 gepubliceerd door Pajni & Ghosh.